# Dzsejtun
Koordináták: é. sz. 38° 06′ 12″, k. h. 58° 12′ 27″38.103333°N 58.207500°E

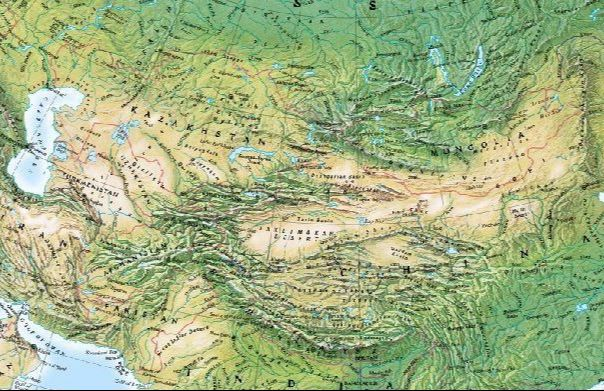
Közép-Ázsia földrajzi térképe

Dzsejtun újkőkorszaki régészeti lelőhely, Aşgabattól, Türkmenisztán fővárosától mintegy 30 kilométerre észak-északnyugatra található, a Kara-kum sivatag déli peremének homokbuckái között. A domb eredeti állapotában mintegy 3-3,5 méternyire magasodott a közvetlen környék fölé. Ezt a magasságot az emberi település maradványai, az ezeket ismét beborító futóhomok újabb 2 méterrel növelték. Tetejét sivatagi növényzet nőtte be. A régészeti feltáráson – és a közelében levő, hasonló korból származó lelőhelyeken – az ember élelemtermelő életmódra és letelepedésre történő áttérése körülményeinek jellegzetes (hegyperemi, sivataggal érintkező térségű), jelentős tárgyi emlékeit hozták napvilágra. Jelentőségéből következően nevét korszak-jellemzőnek (Dzsejtun-kultúra) tekintik.

## A földrajzi környezet
Dzsejtun Aşgabattól, Türkmenisztán fővárosától mintegy 30 kilométerre észak-északnyugatra fekszik, a Kara-Kum sivatag déli peremének sivár homokbuckái között. Maga a domb alig különbözik a környék számos homokvonulatától. Eredeti állapotában mintegy 3-3,5 méternyire magasodott a közvetlen környék fölé. Ezt a magasságot az emberi település maradványai, majd az ezeket ismét beborító futóhomok újabb 2 méterrel növelték. Tetejét sivatagi növényzet nőtte be. A környék lakossága úgy hívta: Csakmakdas-bejik, azaz „Tűzköves-halom", a homok alól elő-előbukkanó kovakő pengék miatt. A Dzsejtun (pontosabban: Dzsejtún) név eredetileg egy közeli vízgyűjtő (kak) neve, s csak a régészek emelték a helynév, majd ezáltal a történeti korszak elnevezésének rangjára. A domb kelet-nyugati irányban mintegy 120 méter, észak-déli irányban 60 méter kiterjedésű. Nyugati peremét az erózió erősen pusztította, elhordva a régészeti emlékek egy részét is.
A térség, amelyben a dzsejtuni kultúra elhelyezkedik, mintegy híd az Iráni-fennsík és Közép-Ázsia medencéje között. Délről a Kopet-dag határolja, az Elburz hatalmas vonulatát folytató Türkmén-Horaszáni-hegység legészakibb gerince; nyugaton pedig a Kaszpi-tenger partvidéke. A Kopet-dag északi lejtői a Kara-kum sivatagra futnak le. E sivatag déli peremén található a kultúra minden települése.
A lelőhelyek földrajzi helyzetük szerint három csoportra tagolódnak. A térség északnyugati részein fekszik Bami, az Ashabadba vezető vasútvonal hasonló nevű megállója közelében; továbbá Najza-depe, ugyanezen vasútvonal Bami és Khodzsa nevű megállói között. Tőlük valamivel messzebb, Kizil-Arvat-tól körülbelül 30 kilométerre északnyugatra, a Baga-kút. A központi részeken fekszik maga Dzsejtun, tőle nyugatra Csopan-depe, még nyugatabbra Togolok-depe, az előbbitől északra pedig Peszedzsik-depe, valamennyi a geok-tepei (Gök-tepe) kerületben; továbbá Novaja Nisza, a vasútvonal Keljata nevű megállója közelében; valamint Kepele, Kantar és Jarti-gumbez-kút, Anautól kissé északra. S végül, a délkeleti részeken fekszik Csagilli-depe, Csakmakli-depe és Mondzsukli-depe. A települések mindenütt valamely természetes dombháton helyezkednek el.

## A régészeti kutatások
Dzsejtun, mint a térség sok más dombja, tell típusú település, törökül tepe, a helyi türkmén nyelvjárásban depe. Az emberi település maradványai egymás fölé rétegződtek, s így tetemesen megemelték a domb természetes magasságát. Dzsejtunban a dombtető kissé dél felé lejtett, s a település lakói csak részben töltötték fel a talaj természetes egyenetlenségét. Így több helyütt eléggé nehéz volt a járószintek összefüggéseinek megállapítása. Az ásatások végül is tisztázták a rétegek időrendjét.
A felszínt borító futóhomokot buldózerrel takarították el. A település két rétegét sikerült elkülöníteni. A felső (fiatalabb) I. réteget a szél nagyrészt lehordta, az alsó (korábbi) II. réteg viszont, éppen a fölébe húzott szintnek köszönhetően, általában épen maradt meg. A régészek ily módon a II. réteg feltárására fordították a fő figyelmet; Masszon ásatás-ismertető könyvében leírtak jobbára az e rétegben talált leletekre támaszkodnak.
Az ember először a domb déli oldalán telepedett meg, majd hamarosan a dombtetőre is felhúzódott. A II. rétegben a házak helyzete a domb természetes felszínéhez igazodott. Helyenként még a padló is lejtett. A II. réteg lakóházai egyöntetű alaprajz szerint épültek. A padlót, hogy a felszín egyenetlenségeit valamelyest kiegyenlítsék, külön odahordott homokból rakták; ezt pedig vékony mészhabarcs réteggel tapasztották. A házak alaprajza rendszerint négyzet alakú volt. Az egyszobás lakóépületek belső elrendezése a település egész területén egyöntetű. Az ajtóra merőleges falnál nagy tűzhely állt, az ezzel átellenes falon egy előreugró falazat, amely a helyet mintegy két fülkére osztotta. A házakat mind jellegzetes alakú agyagtéglából építették: 20-25 centiméter széles, 60-70 centiméter hosszú, ovális metszetű nyers agyagtömbökből, amelyek anyagába nagy mennyiségben kevertek durva töreket vagy aprított szalmát. A nyers téglák közé híg agyaghabarcsot is öntöttek; az elkészült falakat ugyanilyen vakolattal mázolták be. Némi töreket a habarcs és a vakolat is tartalmazott. A ház körül mindenütt néhány kisebb, gazdasági rendeltetésű helyiség állt, többek között gabonatároló. Az udvart fal vette körül. A melléképületeket és az udvar falát rövidebb használatra szánták, mint magát a házat, így többször kellett átépíteni őket, s ezért a gazdasági és lakóegyütteseken belül gyakran úgy alakult, hogy a lakószoba padlója valamivel alacsonyabb volt, mint az udvar és a gazdasági helyiségek szintje. A lakóépület belső méretei házanként 13 és 39 négyzetméter között ingadoztak, az átlag 20-30 négyzetméter. A településen a II. rétegben körülbelül 30 ház állt. A lakosság létszáma 150-180 főre becsülhető.
Lényegesen rosszabbul ismerjük a település I. számú, fiatalabb rétegét. Mielőtt építeni kezdtek volna, megpróbálták a terepet rendezni: valamelyest kiegyenlítették a talajviszonyok és az előző réteg épületeinek maradványai okozta felszíni egyenetlenségeket. Általában újonnan építkeztek, de némelyik háznál felhasználták a II. réteg épületeinek falrészleteit is. Az I. rétegben mindössze 7 ház maradványait sikerült pontosan azonosítani, s ez túlságosan kevés ahhoz, hogy az egész településre nézve vonjunk le belőle következtetéseket.
A dzsejtuni ásatások nagy mennyiségben hoztak napvilágra kisebb tárgyi leleteket is. Masszon és munkatársai kezdettől fogva tudatában voltak annak, hogy a leletanyag szóródása elsőrendűen fontos forrás lehet a település gazdasági és társadalmi szerkezetének kutatásában, ezért rendkívüli gonddal rögzítették minden egyes tárgy előkerülési helyét. Az adatokat a település térképére vetítve, világossá vált előttük, hogy a dzsejtuniak termelése és fogyasztása egyaránt családi keretekben folyt, termelési specializációnak vagy a család fölött álló magasabb társadalmi szervezetnek a leletanyagban úgyszólván nincs nyoma.
A tárgyakat egyébként az előzetes jelentésekben még hagyományos módon, anyaguk alapján osztályozták: csont, kő, kerámia, kova stb. Az ásatások befejezése után azonban világossá vált, hogy gazdaságtörténeti vizsgálatokra ez az osztályozás nemigen alkalmas. Szükségessé vált a leletanyag funkcionális elemzése. Végül is a következő csoportosítást fogadták el: szerszámok és a szerszámkészítés hulladékai; használati tárgyak, főként kerámia; díszítő vagy szertartási jelentőségű tárgyak, amelyeket a lakosság pusztán a maga örömére készített, vagy amelyeknek szellemi értéket, ideológiai jelentőséget tulajdonított. A funkcionális elemzés ugyancsak több fontos történeti következtetést tett lehetővé. Persze, a leletanyag értékelése során számolni kellett azzal, hogy a földben – még a homokban is – a romlandó anyagból készült tárgyak nem maradnak meg. A fa, a fonadék, a szőttes rendszerint nyomtalanul elpusztult, legfeljebb a gyékény-szőttesek lenyomatát őrzi a házak padlója a környékbeli települések némelyikén. Másrészt kézenfekvő, hogy a település lakossága, amikor lakóhelyét elhagyta, minden értékesebb tárgyat magával vitt, s ha valamit mégis ott felejtettek, azt hamarosan elemelték a későbbi látogatók.
Kezdettől fogva nyilvánvaló volt, hogy a dzsejtuni település nem áll egymagában: a közeli és távolibb környéken számos hasonló depe található. Masszon és munkatársai a térség több pontján folytattak terepkutatást és ásatásokat. Ennek eredményeképpen sikerült feltárniuk az úgynevezett dzsejtuni kultúra történetének főbb állomásait. Három települést, Dzsejtun mellett C'sopan-depét és Csagilli-depét csaknem teljes kiterjedésében feltártak, több helyütt pedig legalább próbaásatásokat végeztek, hogy tisztázzák a rétegviszonyokat és a település helyét a dzsejtuni kultúra egészében.